# Gijón
Gijón (in spagnolo) o Xixón (in asturiano; ufficialmente Gijón/Xixón) è un comune spagnolo di 289 843 abitanti nella comunità autonoma delle Asturie, importante porto del golfo di Biscaglia.
È sede di fonderie, industrie tessili e cartiere, ma l'attività economica locale si basa anche sulla raffinazione del petrolio e dello zucchero, sulla lavorazione del tabacco, dei prodotti chimici, dei vetri e della porcellana, oltre che dei cantieri navali, esportando carbone, rame, ferro, zinco, pesce e prodotti agricoli. Per Gijón transita la strada più importante della costa settentrionale spagnola, tra il porto di Santander, a est, e quello di Ferrol, a ovest. Il porto, attivo dal 1480, venne fortificato nella seconda metà del XVI secolo e nel 1788 fu ampliato per far fronte ai commerci con le Indie occidentali.

## Simboli
Lo stemma di Gijón, il cui uso è registrato dal 1649, rappresenta Don Pelayo, primo re delle Asturie, con una spada nella mano destra e la Croce della Vittoria estesa con un pastorale nella mano sinistra.La leggenda collega Don Pelayo a Munuza, che era governatore musulmano di Gijón e con il quale entrò in lotta offeso dal matrimonio non consensuale tra il governatore e sua sorella.Il tutto è presieduto dalla corona reale spagnola.
La bandiera di Gijón è rettangolare, di una lunghezza pari a tre metà della sua larghezza, bianca, ha un bordo rosso sui suoi quattro lati di una larghezza equivalente a un sesto della sua lunghezza e porta lo scudo municipale al centro in versione policroma. Ha la sua origine nella registrazione assegnata alla provincia marittima di Gijón dal governo spagnolo ―Regio decreto del 30 luglio 1845―.

## Storia
I Romani la presero ai celti Asturi nel corso delle  guerre cantabriche (29-19 a.C.), come risulta dai ruderi del Parque arqueologico de Campa de Torres che testimonia l'esistenza di un villaggio fortificato, ma è soprattutto dalle rovine del complesso termale di Campo Valdés che risulta la presenza romana sul finire I secolo e l'esistenza di un florido centro commerciale e artigianale chiamato "Gigia", progenitore dell'attuale Gijón. Il dominio successivo dei Visigoti durò poco e già nel 714 la città era retta da un governatore islamico, a questo punto s'innesta una serie di fatti fra storia e leggenda che la tradizione ci tramanda e che si riporta qui come curiosità locale.

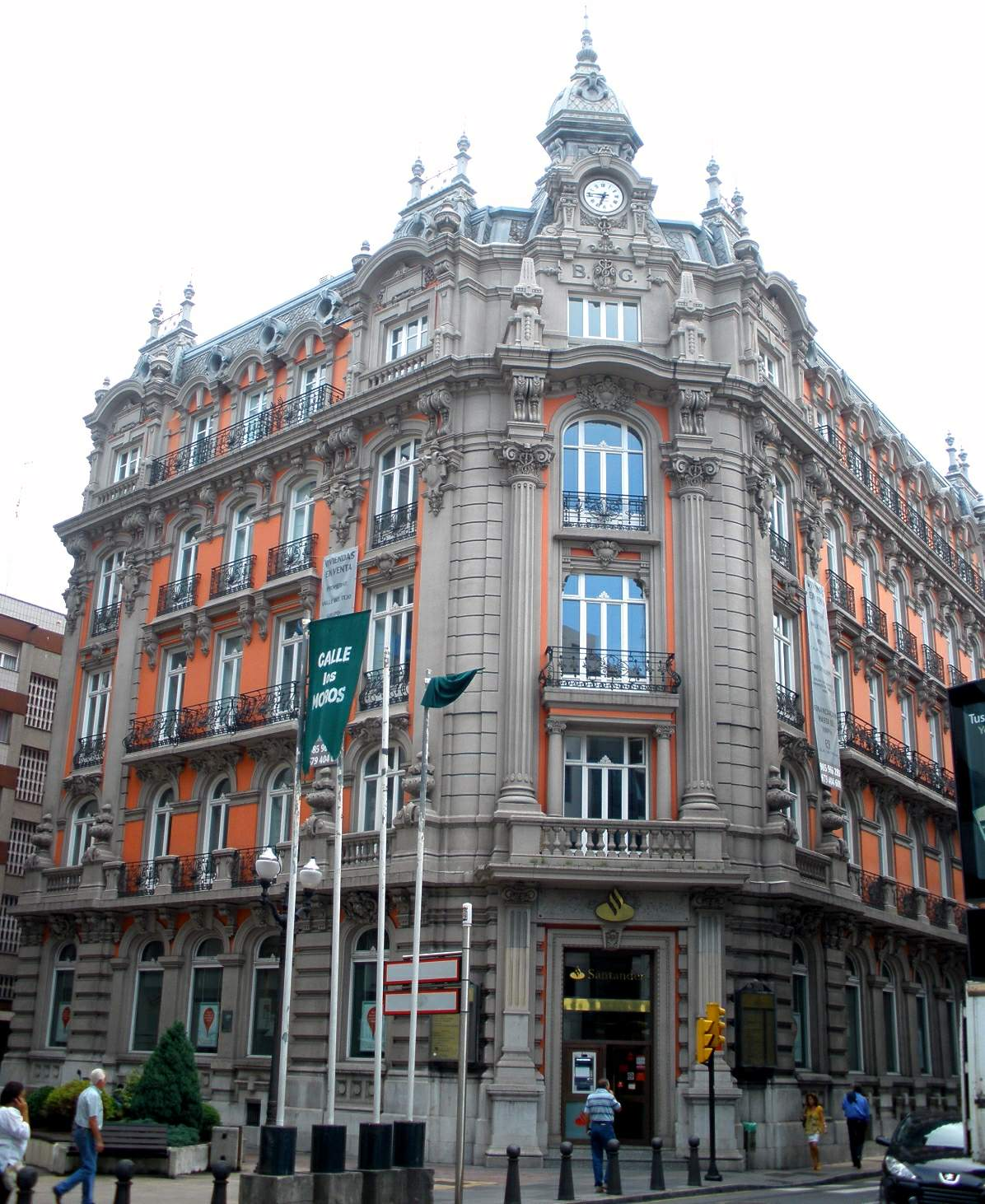
L'antico "Banco di Gijón" inaugurato nel 1899

Nativo di Gijón è il mitico Pelagio, signorotto locale, o re di uno dei tanti piccoli regni in cui si erano frazionati i Visigoti. Il governatore arabo Munuza si innamorò della sorella cristiana di Pelagio e l'avrebbe voluta sposare, ma Pelagio pose il suo veto. Manuza mandò Pelagio a Cordova a giurare fedeltà all'emiro, pensando di approfittare della sua assenza per convincere la sorella a sposarlo. Pelagio però tornò prima del previsto, si oppose alle nozze e dovette scappare in montagna dove divenne il capo e condottiero di coloro che si erano rifugiati nelle grotte e nelle gole dell'Asturia per sottrarsi al giogo musulmano.
Pelagio, confortato e spronato dalla visione della Madonna che lo invitava a difendere la fede cristiana con le armi, marciò col suo gruppo contro gli Arabi e nel 722 li sconfisse a Covadonga ai piedi dei Picos de Europa dove si trova ora un Santuario dedicato alla Vergine con le tombe di Pelagio e di altri e la grotta dove Pelagio avrebbe trovato riparo e dove avrebbe avuto la visione mistica. Questa battaglia è assunta come inizio della lunga lotta per la Reconquista da parte dei Cristiani del territorio della penisola iberica.

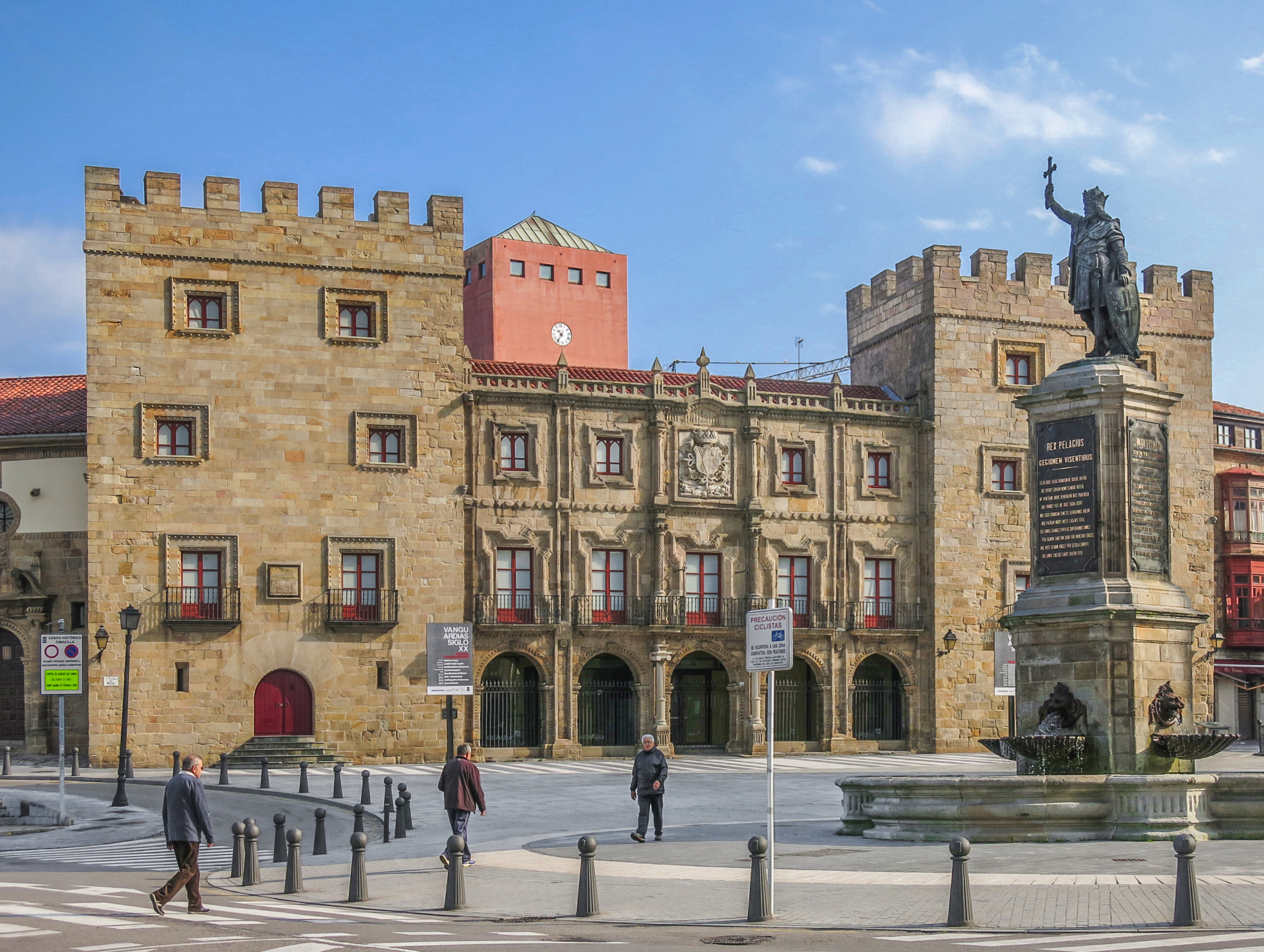
Palazzo di Revillagigedo e monumento a Pelagio

A questo eroe locale è stata eretta nella Plaza Mayor una statua in cui è raffigurato con la spada in una mano e la croce nell'altra. Nel 1270 si ebbe la proclamazione ufficiale a città con i relativi privilegi grazie ad una espansione urbana che continuò fino al 1395 quando la città fu incendiata e distrutta durante i conflitti dei Trastámara. I re Cattolici diedero impulso al porto e il processo d'industrializzazione iniziò alla metà del XIX secolo cambiando volto alla città facendone il centro industriale del Principato delle Asturie con il potente porto.
Durante la guerra civile spagnola fu occupata dai nazionalisti (ottobre 1937): ciò segnò la fine della lotta nel nord-ovest della Spagna, che seguì le sorti della dittatura franchista.
L'espansione industriale si è accentuata ancora negli ultimi anni e si è avuta anche un'attività turistica balneare nelle numerose spiagge che la circondano soggette ad accentuati fenomeni delle maree dell'Oceano Atlantico che ogni sei ore sottraggono e restituiscono chilometri di arenili.

## Geografia
Il territorio municipale ha 35 frazioni rurali che circondano il nucleo urbano con boschi di castagni e praterie per l'allevamento del bestiame e le coltivazioni agricole. Le spiagge balneari sono al di sotto degli alti scogli e le pareti rocciose, generalmente accessibili mediante gradinate, nei momenti di bassa marea sono larghissime mentre in quelli di alta marea si riducono notevolmente, questo andare e venire dell'acqua fa sì che costituiscono quasi una piattaforma compatta.

## Clima
| Gijón               | Mesi | Mesi | Mesi | Mesi | Mesi | Mesi | Mesi | Mesi | Mesi | Mesi | Mesi | Mesi | Stagioni | Stagioni | Stagioni | Stagioni | Anno |
| Gijón               | Gen  | Feb  | Mar  | Apr  | Mag  | Giu  | Lug  | Ago  | Set  | Ott  | Nov  | Dic  | Inv      | Pri      | Est      | Aut      | Anno |
| ------------------- | ---- | ---- | ---- | ---- | ---- | ---- | ---- | ---- | ---- | ---- | ---- | ---- | -------- | -------- | -------- | -------- | ---- |
| T. max. media (°C)  | 12,5 | 12,9 | 14,8 | 16,1 | 17,6 | 20,6 | 23,0 | 23,0 | 21,6 | 18,8 | 15,7 | 13,6 | 13,0     | 16,2     | 22,2     | 18,7     | 17,5 |
| T. min. media (°C)  | 5,8  | 6,1  | 7,7  | 8,7  | 10,9 | 13,6 | 15,8 | 16,0 | 14,7 | 11,6 | 8,2  | 6,8  | 6,2      | 9,1      | 15,1     | 11,5     | 10,5 |
| Precipitazioni (mm) | 69   | 59   | 60   | 92   | 58   | 49   | 40   | 54   | 63   | 86   | 114  | 83   | 211      | 210      | 143      | 263      | 827  |

## Cultura
- Gijón, nonostante le sue caratteristiche industriali, operaie e marinare, è anche un centro culturale: infatti un gruppo di artisti di altri paesi ha qui costituito una colonia mentre nel mese di luglio c'è la Semana negra ("settimana nera") che dura 10 giorni nei quali letterati di tutto il mondo si riuniscono in un singolare connubio di libri e di fritto misto, di sardinas a la plancha e di salsicce nelle feste relative
- Il famoso scrittore cileno Luis Sepúlveda, che abitava nella città, ha diretto il Salone del libro ibero-americano
- Una bevanda locale caratteristica è la sidra cioè il sidro, vino di mele che viene bevuto nei locali detti "sidrerie"
- Uno strumento musicale caratteristico, non solo di Gijón, ma di tutte le Asturie, è la cornamusa detta gaita

## Monumenti e luoghi di interesse

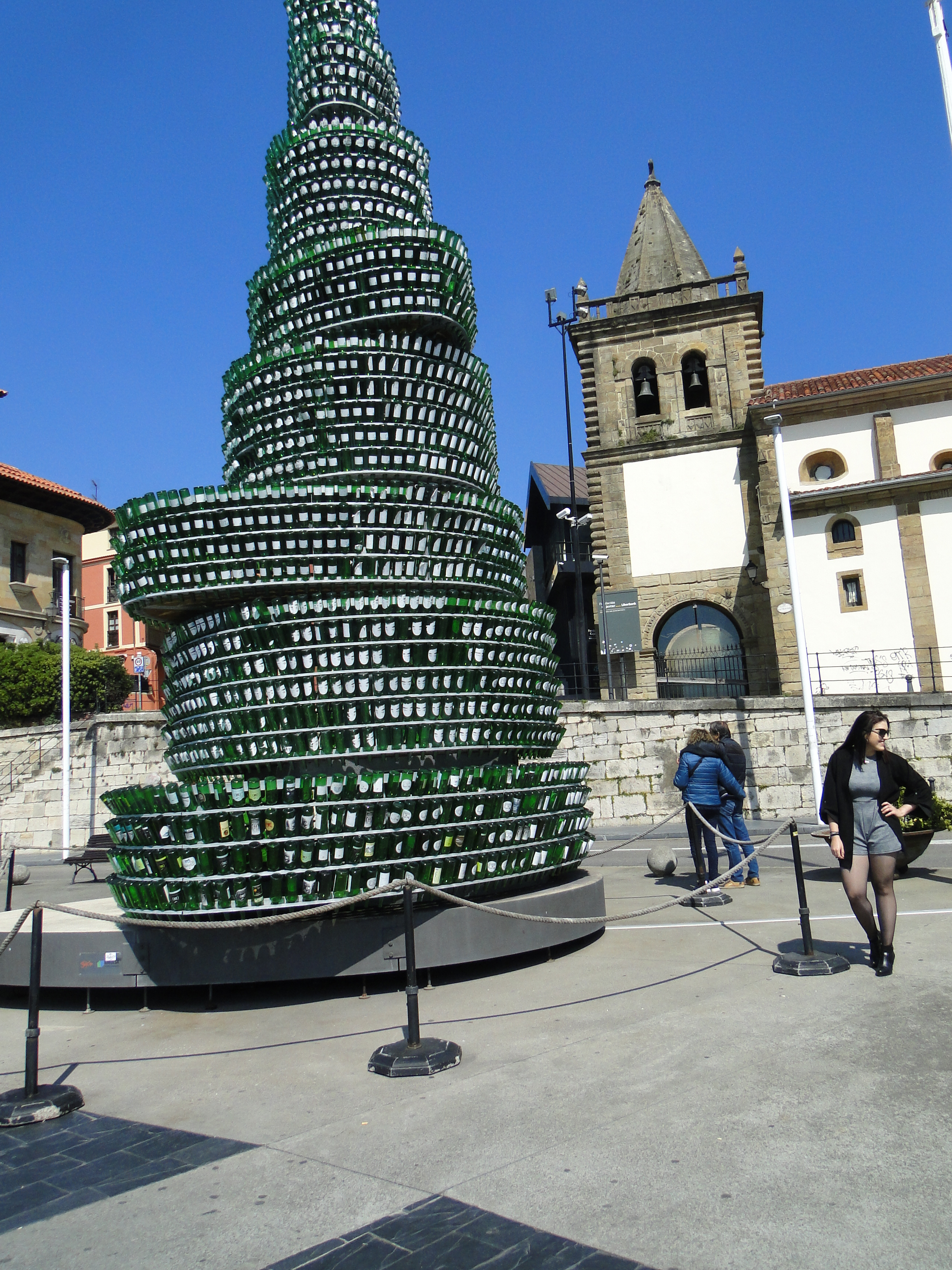
Albero della Sidra (composto con bottiglie vuote) a Gijón

Il nucleo antico si compone di due parti: una è il colle di Santa Catalina alla sommità del quale è stato recentemente inaugurato il grande monumento dello scultore basco Eduardo Chillida
intitolato Elogio del Horizonte: da qui si può ammirare un ampio panorama sulla baia. L'altra parte è la Cimadevilla, quartiere di pescatori.
I monumenti più interessanti sono l'Ayuntamiento (sede municipale) dell'inizio dell'Ottocento e la Casa natal Jovellanos, palazzo del XVI secolo di architettura tipicamente asturiana, dove nacque lo scrittore e statista Gaspar Melchor de Jovellanos (1744-1811). Oggi ospita il Museo de Gijón dedicato all'archeologia e alle arti figurative. Il Museo Etnografico-Pueblo de Asturias dedicato ai costumi, al lavoro e alle tradizioni locali, il Museo Internacional de la Gaita dedicato alla cornamusa con strumenti di diverse regioni e una piccola fabbrica di cornamuse. Altri monumenti: il Palacio de Revillagigedo, la Collegiata di San Giovanni Battista, la Capilla de la Soledad, la Capilla de Consolacion. Essendosi verificato lo sviluppo della città soprattutto dalla fine dell'Ottocento al XX secolo, molti edifici sono costruiti secondo i dettami dell'Art Nouveau che contendono il primato a quelli più famosi di Antoni Gaudí a Barcellona. Nei dintorni sono celebri le molte chiese romaniche dei secoli XII e XIII. Gli spazi verdi sono molti nelle cosiddette aree ricreative come il Camino forestal Monte Deva, El pinar Monte Deva, Granda, Monteana dove si trovano dei dolmen megalitici.

## Servizi

### Scuole e istituti
A Gijón ci sono 75 scuole dove (infanzia e primaria) e 28 istituti di Educación Secundaria Obligatoria e bachillerato (livelli di istruzione secondaria in Spagna), la maggior parte dei quali pubblici.

### Istruzione superiore
A Gijón ci sono centri di insegnamento di due università, l'Università di Oviedo e l'Università Nazionale di Educazione a Distanza.

#### Università di Oviedo
Il campus di Gijón dell'Università di Oviedo, che si trova nelle parrocchie di Somió, Cabueñes e Bernueces, nelle fattorie dell'ex Universidad Laboral di Gijón, comprende i seguenti centri di insegnamento:
- Scuola Politecnica di Ingegneria di Gijón.
- Scuola Superiore della Marina Civile.
- Facoltà di Commercio, Turismo e Scienze Sociali Jovellanos.
- Facoltà di Infermieristica di Gijón.

#### Università Nazionale di Educazione a Distanza (UNED)
Gijón ha anche la delegazione dell'UNED nelle Asturie, dove diverse discipline possono essere studiate a distanza.

#### Altri studi
- Scuola Superiore di Arte Drammatica e Professionale della Danza delle Asturie: ESAD insegna presso l'Universidad Laboral dal 2006.

- Conservatorio Professionale di Musica e Danza di Gijón: Fondata nel 1986, si trova presso l'Universidad Laboral dal 2007 (in precedenza si trovava nel quartiere di El Coto, nella vecchia caserma di El Coto), dove vengono studiate 18 specialità, tra cui la gaita (dal 2006). Presenta un'orchestra sinfonica, una banda, un'orchestra d'archi, la LittleBand e la BigBand; oltre a circa 60 insegnanti e 600 studenti.

- Scuola Ufficiale di Lingue di Gijón: Situato nel quartiere di El Polígono, insegna certificati e lezioni in inglese, francese e tedesco.

### Salute
Gijón appartiene all'area V di SESPA insieme a Carreño e Villaviciosa essendo il suo ospedale principale l'ospedale universitario di Cabueñes. Rilevanti sono anche gli ospedali concertati di Giove e della Croce Rossa, nonché quelli privati dell'ospedale di Begoña, dell'ospedale di Covadonga e di un futuro ospedale di Quirón a Nuevo Gijón.In altri edifici evidenzia la Residenza mista a Pumarín, il Centro di salute marittima, tutti i centri sanitari situati in diversi quartieri e il gran numero di cliniche private, alcune con grande prestigio.

### Aziende municipalizzate
Alcune aziende e istituzioni appartenenti al Consiglio Comunale di Gijón sono:
- Municipal Water Company (EMA): depurazione e trasferimento dell'acqua
- Emtusa: Trasporto pubblico
- Emulsa: Pulizia e ambiente
- Divertia: Eventi e turismo
- Impulsa: progetti e piccole imprese
- Alloggi: Gestione dell'edilizia residenziale pubblica
- Tutti i centri comunali (includono biblioteca, auditorium ecc.)
- Cegisa: Gestione Cimiteriale
- Joint Traffic Company: Traffic e ORA
- Centro de Transportes de Gijón, S.A: Strutture logistiche a Tremañes
- Polizia locale di Gijón: protezione e sicurezza
- Vigili del fuoco di Gijón: prevenzione ed estinzione degli incendi

## Amministrazione

### Gemellaggi[2]
- Albuquerque
- L'Avana
- Niort
- Novorossiysk
- Puerto Vallarta
- Santa Tecla
- Smara
- Tindouf

## Sport
A livello sportivo Gijon è principalmente conosciuto per la sua squadra di calcio, ovvero il Real Sporting de Gijón, squadra che ha partecipato a 42 campionati della Liga e in alcune occasioni pure in Coppa UEFA con giocatori che poi si sono rivelati simboli del calcio spagnolo e della Nazionale spagnola (come per esempio Quini). Tuttavia attualmente la squadra non milita più ai livelli di una volta, infatti adesso gioca nella Segunda División, ovvero il "secondo gradino" del calcio spagnolo.
Nell'hockey su pista ha il Club Patín Gijón Solimar, la cui squadra femminile partecipa alla OK Women's League e ha vinto tre campionati, quattro Coppe della Regina e cinque Coppe dei Campioni. Aveva una squadra di pallacanestro, il Gijón Baloncesto, che era nel campionato ACB per quattro stagioni, tre delle quali consecutive. Attualmente le squadre principali sono Círculo Gijón Baloncesto y Conocimiento, che gioca in LEB PLATA, e Gijón Basket, che gioca nel campionato EBA. Nel rugby Gijón è rappresentato dal Calzada Rugby Club -erede del defunto Revillagigedo Rugby Club, promosso dall'allenatore Jaime Fernández Lastra, il più antico dei club di rugby delle Asturie, che ha giocato la sua partita di apertura nei campi da rugby dell'Universidad Laboral contro l'attuale campione di Spagna il VRAC Quesos Entrepinares de Valladolid, erede a sua volta della squadra GF di Valladolid, il 24 gennaio 1965- e del Gijón Rugby Club- Università di Oviedo, erede anche della Sezione Rugby del Real Sporting de Gijón che venne a giocare nella Division of Honor della Nazionale di Rugby nel 1979 nel mitico campo scomparso di Viesques dove affrontò in una partita amichevole la selezione assoluta del Galles nel 1983, e nel football americano dai Gijón Mariners. Nel baseball da El Llano Baseball Club. Nella pallamano del Club Balonmano Gijón, Gijón Jovellanos e Club Balonmano La Calzada. Nel lacrosse dal Club Deportivo Unihockey Gijón e nella vela il Real Club Astur de Regatas essendo l'atleta di maggior successo Ángela Pumariega Menéndez ottenendo nei Giochi Olimpici di Londra 2012 la medaglia d'oro nella classe Elliott 6m; nel golf il Real Club de Golf de Castiello; nel nuoto, il Santa Olaya Swimming Club; nel tennis il Real Club de Tenis de Gijón; negli sport equestri l'Astur Equestrian Club e nella ginnastica ritmica il Galaica Rhythmic Club, sono altri club sportivi eccezionali di Gijón, mentre il Real Grupo de Cultura Covadonga è una delle società sportive più importanti della Spagna. Ha quasi 37.000 membri e strutture sportive all'avanguardia che rendono l'entità un fenomeno sociale a livello nazionale. Essendo uno degli atleti emersi nelle sue cave Pablo Carreño Busta, che l'11 settembre 2017 è entrato nella top 10 del ranking mondiale dopo aver raggiunto le semifinali degli US Open. Una delle competizioni sportive più importanti che si tiene a Gijón è la Competizione Internazionale di Salto di Gijón, che si tiene presso il Complesso Sportivo Las Mestas. Dal 1995, ad eccezione del 2008 per motivi di promozione della candidatura olimpica di Madrid 2016, Gijón è la sede della CSIO di Spagna (Competizione Internazionale Ufficiale di Salto della Spagna), anche se il primo CSIO tenutosi a Gijón, è stato nel 1987. La celebrazione dello CSIO, significa che Gijón ospita uno dei test della Nations Cup of Jumping durante lo svolgimento della competizione. Dal 1942 si tiene il concorso di Gijón.
Un altro sport ampiamente praticato è chiamato pattinaggio di velocità sui pattini in linea. Anche se, in questo caso, su ruote. A Gijón ci sono almeno una mezza dozzina di squadre (AD Astur Patín, Club Patín Pelayo, Club Patín Costa Verde, Club Patín Enol e Calzada Tejanort) che fanno raggiungere ai pattinatori asturiani un livello nazionale nelle competizioni che seguono il I pattinatori asturiani raggiungono un livello nazionale nelle competizioni che si svolgono durante tutto l'anno, soprattutto nei mesi primaverili ed estivi. Precisamente, Gijón ha ospitato il World Speed Skating nel settembre 2008. Nel 2016 ha ricevuto, insieme ad altri 18 comuni europei (Las Rozas de Madrid, Melilla, Setúbal, Stoke-on-Trent, Tilburg, Pisa, Molfetta, Ravenna, Crema, San Giovanni Lupatoto, La Spezia, Saronno, Scafati, Chalon-sur-Saône, Košice, Krško, Liepāja e Ruse) la Federazione delle Capitali e Città dello Sport Europeo (ACES).

## Feste
- Antroxu:

Festival di interesse turistico regionale. Di solito si celebra nel mese di febbraio, inizia con il giovedì popolare di Comadres e dura fino al martedì grasso. Durante tutti questi giorni concorsi di costume, bande di ottoni si svolgono in città molte sfilate, tra cui la famosa sfilata del lunedì di Carnevale e la festa si conclude il martedì grasso, con la lettura del testamento e la sepoltura della Sardina. Durante i giorni di festa si possono gustare i piatti tipici asturiani di queste feste in numerosi ristoranti della città (Pote Asturiano, Frixuelos, Picatostes ...)
- San Pedro:

Festa dedicata al santo patrono della città, San Pedro, celebrata il 29 giugno. Durante il giorno si celebra con la benedizione delle acque e con una giornata contadina tipicamente asturiana nei giardini del Museo del Popolo delle Asturie. Come un grande giorno, vengono assegnate le medaglie della città, così come gli appuntamenti dei bambini preferiti e adottati.
- Semana Negra:

Festival del romanzo poliziesco, che è cresciuto nel corso delle sue oltre 20 edizioni. Si celebra a luglio della durata di circa 10 giorni e non di una settimana. Inizia con l'arrivo del "treno nero" alla stazione di Gijón, dove arrivano gli autori e le autorità invitati al festival. Oltre ai romanzi polizieschi, ci sono mostre, concorsi, fumetti, mercato del libro e tutti gli elementi delle fiere (attrazioni, negozi di alimentari, bar, concerti, ecc.).
- Giornata delle Asturie a Gijón:

Festival di interesse turistico nazionale. Si celebra la prima domenica di agosto. Durante il giorno si celebra una jira nel Cerro de Santa Catalina. Nel pomeriggio c'è una sfilata di vari gruppi folcloristici e numerosi carri allegorici, che va dai Giardini Nautici allo stadio El Molinón.
- Semana grande:

I festeggiamenti si celebrano intorno alla festa dell'Assunzione della Vergine, il 15 agosto, festa locale. È popolarmente conosciuta come "Semanona". Durante i giorni di festa, concerti gratuiti si svolgono in città ogni giorno. Ogni giorno si tengono due concerti, uno in Plaza Mayor e l'altro sul palco della spiaggia di Poniente. Anche durante i giorni della Grande Settimana, si celebra la fiera della corrida di Nostra Signora di Begoña, nell'arena di El Bibio. I giorni di festa coincidono anche con la celebrazione della Fiera Internazionale delle Asturie (FIDMA). L'evento fieristico si svolge presso il quartiere fieristico Luis Adaro situato sulla riva destra del fiume Piles, di fronte allo stadio El Molinón. Il 15 agosto è il grande giorno delle vacanze. Durante la notte tra il 14 e il 15, si celebra il tradizionale spettacolo pirotecnico. In linea di principio è diretto per essere osservato sulla spiaggia di San Lorenzo, perché i fuochi d'artificio vengono lanciati dal Cerro de Santa Catalina, ma possono essere perfettamente osservati da numerosi punti della geografia di Gijón (spiaggia di Poniente, parco della Provvidenza ...), durante la mattina del 15 si celebra la tradizionale Prima Dance sulla spiaggia di San Lorenzo e poi il famoso Restallón, uno scarico voladores di circa 15 minuti, che ha messo fine ai festeggiamenti di Gijón. Intorno a questa festa ci sono diverse controversie, che collocano la Vergine di Begoña come patrona della città, quando l'unico santo patrono è San Pietro (dichiarato tale nel 1630 da Papa Urbano VIII) e dall'altra parte, quella della vera invocazione mariana della città che corrisponderebbe alla Vergine del Santuario di Nostra Signora delle Confederazioni.
- Festival del sidro naturale.

Festival di interesse turistico regionale. Si celebra l'ultimo fine settimana di agosto, dal venerdì alla domenica. Durante quel fine settimana numerosi mercati delle principali presse per sidro asturiane sono installati lungo la Plaza Mayor e il porto turistico di Gijón. Durante i festeggiamenti ci sono concorsi, degustazioni, assaggi di folklore asturiano, ecc.Il momento principale della festa è il versamento simultaneo del sidro, che si svolge ogni anno sulla spiaggia di Poniente durante la domenica di ogni festival, che cerca di superare il numero di partecipanti dell'edizione precedente.
- Feste Prau e pellegrinaggi tradizionali

Durante tutta l'estate, le parrocchie del comune di Gijón celebrano le loro feste patronali. Sono i famosi Fiestes de Prau e gli asturiani Romerías. Queste feste, molto tipiche nelle Asturie, sono celebrate in grandi fattorie, all'aperto, con caserme, bancarelle di cibo e sidro; Di solito hanno un'orchestra, concorsi, giochi per bambini, ecc. La celebrazione varia a seconda della parrocchia (giugno: Castiello, Cabueñes, Mareo; luglio: Porceyo, Ceares, Granda, Somió; agosto: Deva, Roces, Fano).

## Galleria d'immagini

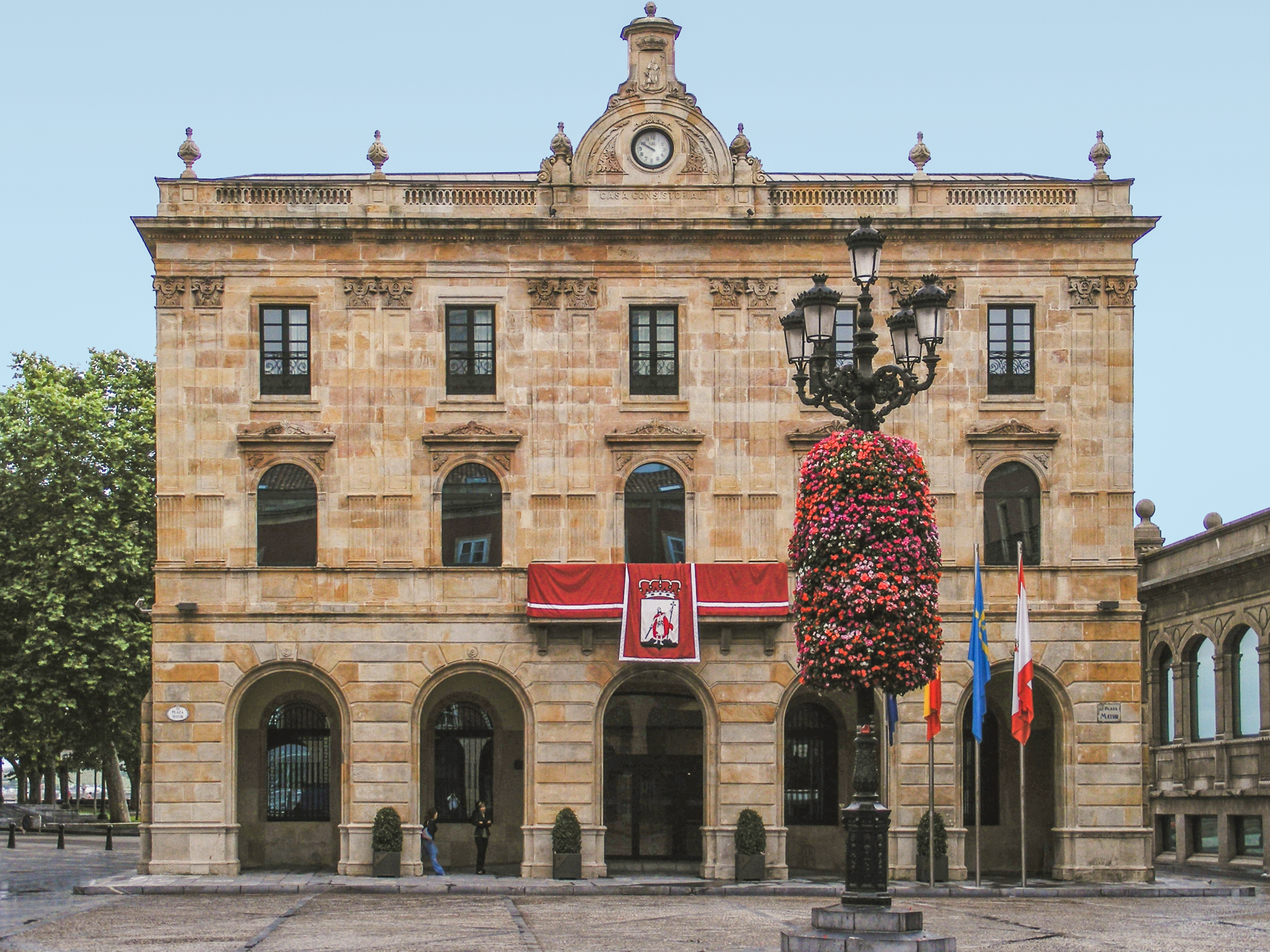
La sede del municipio di Gijon
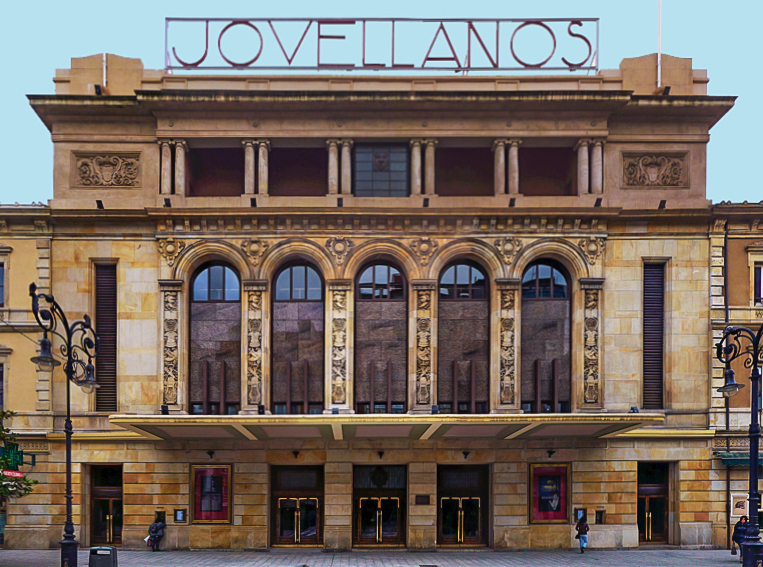
Il teatro Jovellanos
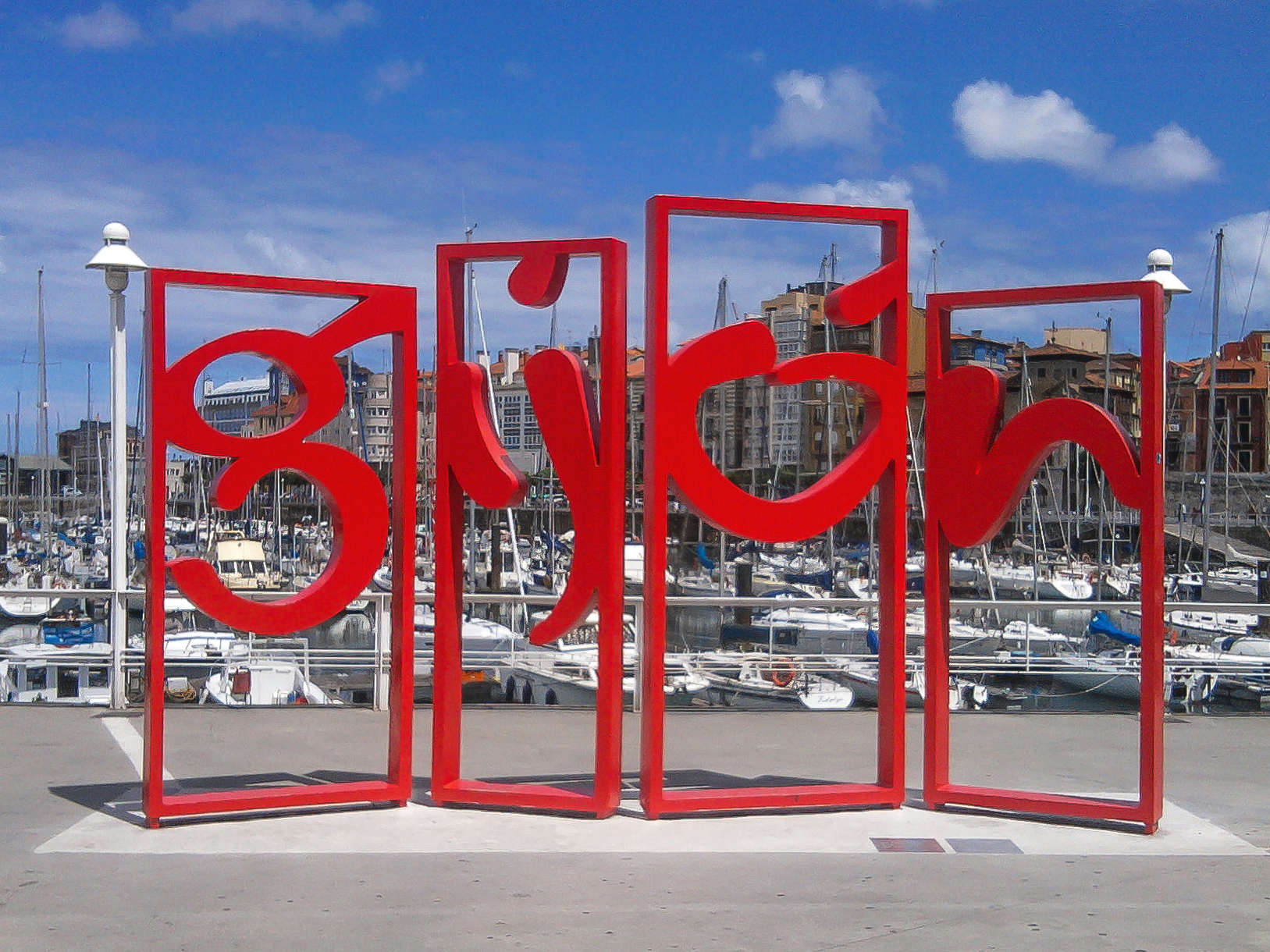
Gijón a grandi lettere sulla banchina
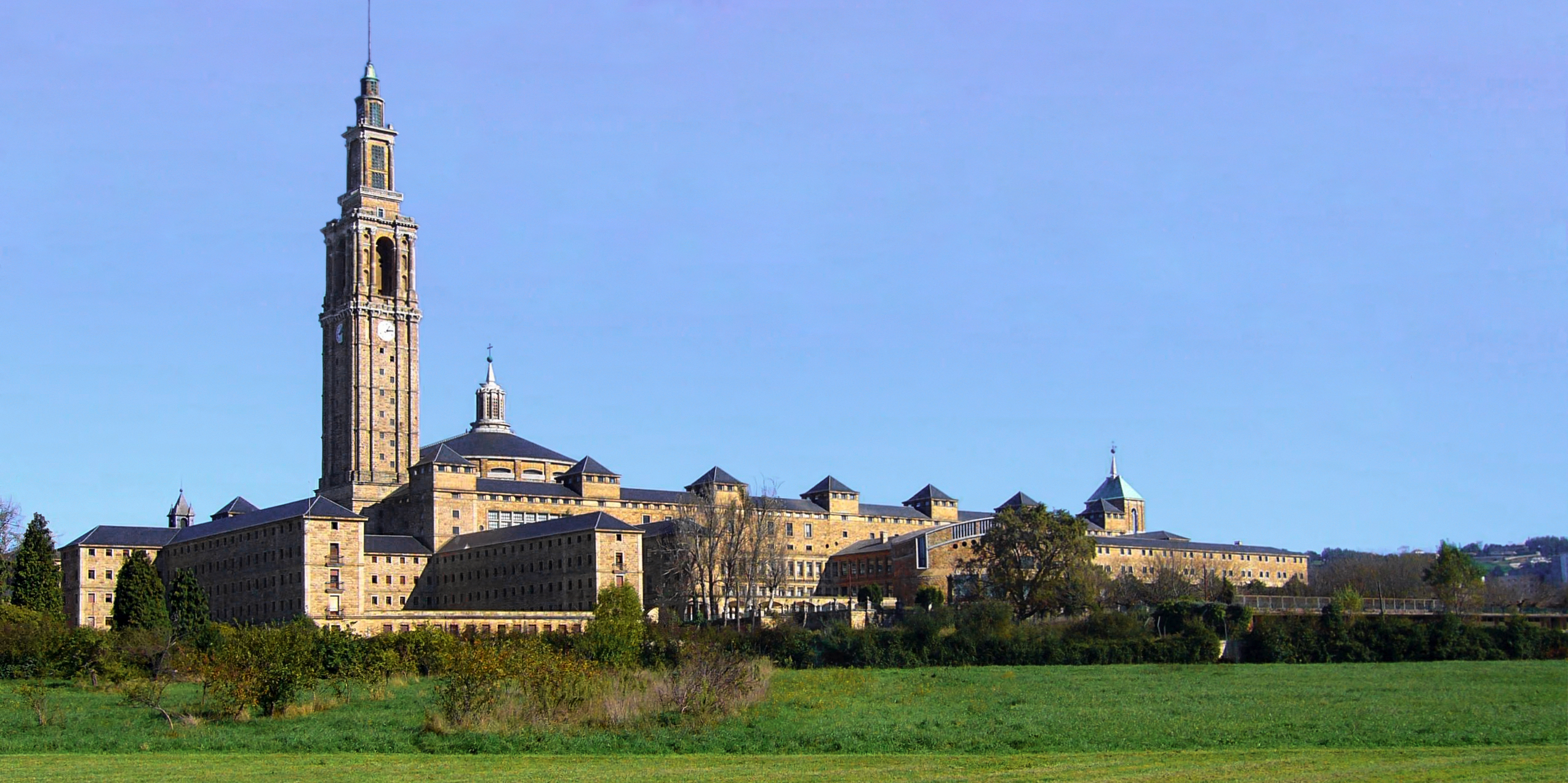
L'Università di Gijon